# 翁璨
翁璨（1493年—？），字德輝，號見愚，直隸松江府上海縣人，竈籍，明朝政治人物。

## 生平
嘉靖七年（1528年）戊子科應天府鄉試第四十四名舉人。嘉靖十四年（1535年）中式乙未科會試第一百九十四名，登第二甲第六十六名進士。授兵部主事，贬福宁州同知，升漳州府通判、道州知州。

## 家族
曾祖翁叔美；祖父翁震；父翁經，母顧氏。重庆下。